# 물뱀자리 베타
물뱀자리 베타는 물뱀자리에 있는 별로 지구에서 24.4 광년 떨어져 있다. 이 별은 태양과 센타우루스자리 알파가 앞으로 각각 25억 년, 15억 년 후 겪을 진화 과정을 미리 보여주고 있다는 점에서 흥미로운 연구 대상이다. 이 별은 질량과 광도 둘 다 태양보다 근소하게 크다.
기원전 150년 경 이 별은 천구의 남극에서 2도 정도 어긋난 곳에 있었다. 현재도 이 항성은 눈에 쉽게 띄는 별들 중 천구 남극에서 가장 가깝다.
이 항성은 주변에 아직 행성을 거느리고 있다는 증거가 발견되지 않았지만, 외계 행성이 있을 확률은 높다.

## 같이 보기
- 가까운 밝은 별 목록

## 참고 문헌
- “Beta Hydri”. 《SolStation》.
- “Beta Hydri”. 《Dr. Jim Kaler》. 2005년 12월 10일에 원본 문서에서 보존된 문서. 2005년 12월 10일에 확인함.
- Stellar Activity - 물뱀자리 베타